# Ponte de Ponte de Lima
A Ponte de Ponte de Lima, também referida como Ponte Velha, localiza-se sobre o rio Lima, na freguesia de Arca e Ponte de Lima, no município de Ponte de Lima, distrito de Viana do Castelo, em Portugal.
Encontra-se classificada como Monumento Nacional desde 1910.

## História
Remonta ao período da invasão romana da península Ibérica, tendo sido erguida possivelmente no século I sob o governo do Imperador Augusto.
Posteriormente, foi reconstruída na Idade Média, possivelmente quando a povoação recebeu o foral de D. Teresa de Leão, em 4 de março de 1125.

## Características

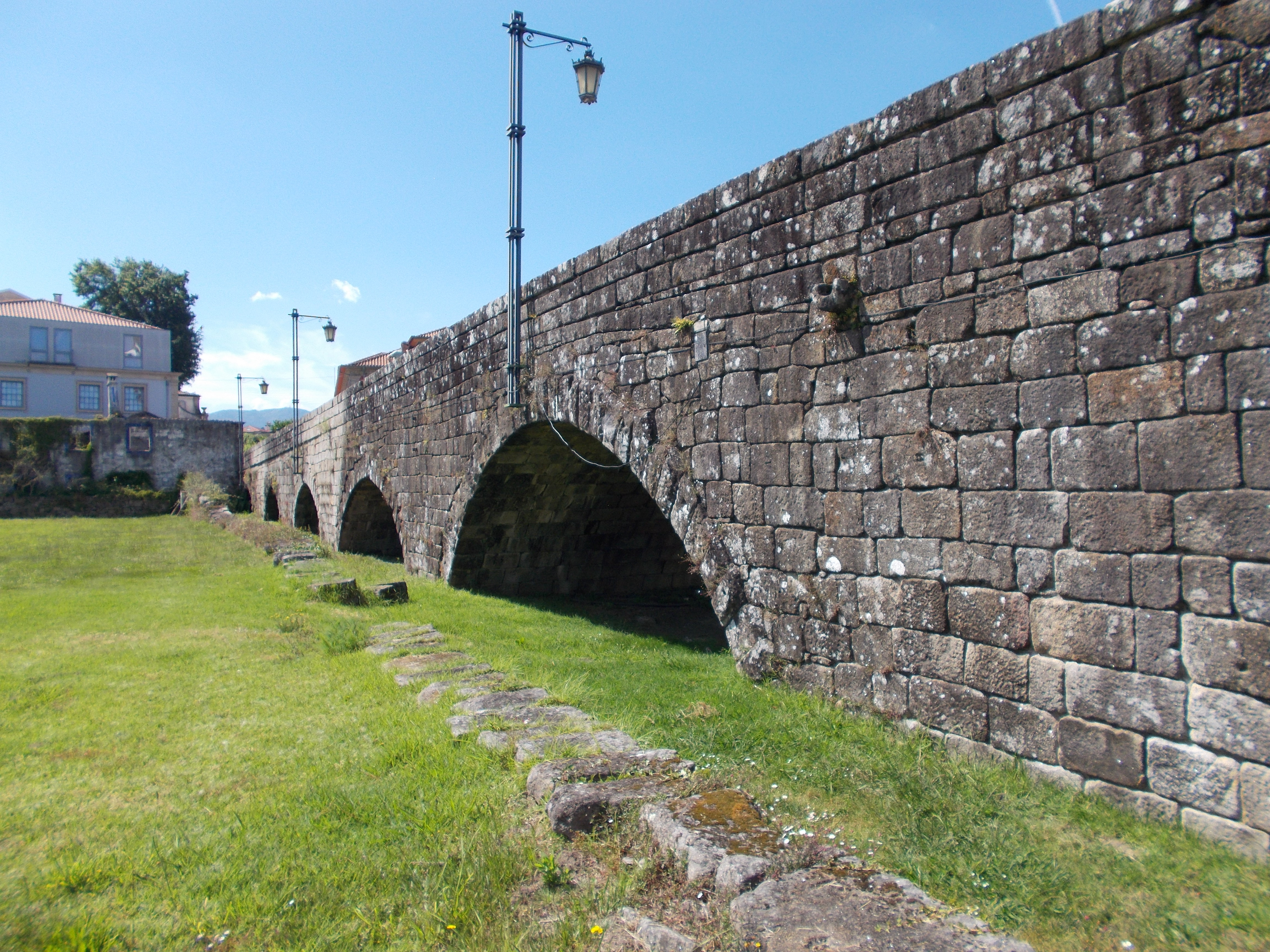
Ponte romana

A ponte, em alvenaria de pedra, apresenta dois troços distintos:
- O romano, na margem direita do rio, com 7 arcos, encontra-se parcialmente encoberto pelo maciço onde se ergue a Igreja de Santo António da Torre Velha;
- O medieval, com 15 arcos, dois deles atualmente soterrados.